# マゴメドラサル・マジドフ
マゴメドラサル・マジドフ（Magomedrasul Majidov、ロシア語: Магомедрасул Меджидов、アゼルバイジャン語: Məhəmmədrəsul Məcidov、1986年9月27日 - ）は、アゼルバイジャンの元プロボクサー。ダゲスタン共和国アクシンスキー地区出身。2012年ロンドンオリンピックスーパーヘビー級銅メダリスト。

## 来歴

### アマチュア時代
2011年バクーで行われた2011年世界ボクシング選手権大会では初戦でウズベキスタンのサルドル・アブドゥラエフを持ち前の打撃でストップが勝ちを収め突破すると、準々決勝ではエリスランディ・サボンをまたしても2回ストップ勝ちを収め、準決勝ではイヴァン・ディッコを16-9の判定勝ちを収めて突破し決勝戦ではアンソニー・ジョシュアを22-21の判定勝ちを収めて優勝した。
2012年ロンドンオリンピックでは初戦及び準々決勝をストップ勝ちを収めて突破したが、準決勝でロベルト・カンマレーレに敗れはしたが銅メダルを獲得した。
2013年アルマトイで行われた2013年世界ボクシング選手権大会では初戦と準々決勝ではダウンを奪って3-0の判定勝ちを収めて突破すると、準決勝ではロンドンオリンピックで敗れたカンマレーレを初回にダウンを奪った勢いでそのまま3-0の判定勝ちを収めて決勝に進出、決勝戦では前回大会準決勝で対戦したディッコを最終3回でKO勝ちを収めて2連覇を達成した。
2017年ハンブルクで行われた2017年世界ボクシング選手権大会では2大会ぶりの出場。初戦と2戦目は5-0の判定勝ちを収めたが、準々決勝では危うく3-2の判定勝ちを収めて突破すると、準決勝と決勝戦では4-1の判定勝ちを収めて2大会ぶり3回目の優勝を遂げた。

### プロ時代
2019年8月23日、ジョシュア等を擁するエディー・ハーンのマッチルーム・スポーツ・USAとアゼルバイジャンのボクサーとして初めて契約を結んでプロに転向。
2019年9月13日、ニューヨークのフールー・シアターでプロデビュー。エド・フォウンテインを相手に4回2分41秒TKO勝ちを収めた。
2019年12月7日、サウジアラビアディルイーヤにあるディルイーヤ・アリーナで行われたアンディ・ルイス・ジュニア 対 アンソニー・ジョシュア第2戦のDAZN配信最初の試合でトム・リトルと対戦し、2回1分49秒TKO勝ちを収めた。
2020年11月27日、フロリダ州ハリウッドセミノール・ハード・ロック・ホテル・アンド・カジノ内ハード・ロック・ライブで行われたダニエル・ジェイコブス vs ガブリエル・ロサドの前座でサフレト・デルガドと対戦し、3回40秒TKO勝ちを収めた。
2021年4月17日、ハードロック・ライブで行われたデメトリアス・アンドラーデ vs リアム・ウィリアムスの前座でアンドレイ・フェドソフと対戦したが、最初のダウンを喫した際に右足首に全体重が乗っかり捻ってしまう怪我を負い、何とか痛みをこらえて続行したが、2度目のダウンで右足首の負傷が悪化してしまい、初回1分24秒KO負けを喫した。

## 戦績
- アマチュアボクシング：70戦 56勝 14敗
- プロボクシング：4戦 3勝 (3KO) 1敗

| 戦           | 日付           | 勝敗 | 時間    | 内容 | 対戦相手               | 国籍           | 備考           |
| ------------ | -------------- | ---- | ------- | ---- | ---------------------- | -------------- | -------------- |
| 1            | 2019年9月13日  | ☆    | 4R 2:41 | TKO  | エド・フォウンテイン   | アメリカ合衆国 | プロデビュー戦 |
| 2            | 2019年12月7日  | ☆    | 2R 1:49 | TKO  | トム・リトル           | イギリス       |                |
| 3            | 2020年11月27日 | ☆    | 3R 0:47 | TKO  | サフレト・デルガド     | プエルトリコ   |                |
| 4            | 2021年4月17日  | ★    | 1R 1:24 | KO   | アンドレイ・フェドソフ | ロシア         |                |
| テンプレート |                |      |         |      |                        |                |                |

## 獲得タイトル
アマチュア
- 2012年ロンドンオリンピックスーパーヘビー級銅メダル